# Haim Starkman
Haim Starkman (in ebraico חיים שטרקמן‎?; Giaffa, 11 giugno 1944) è un ex cestista e allenatore di pallacanestro israeliano.

## Carriera
Con Israele ha partecipato a tre edizioni dei Campionati europei (1967, 1969, 1971).

## Palmarès

### Giocatore
- Campionato israeliano: 8

Maccabi Tel Aviv: 1963-64, 1966-67, 1967-68, 1969-70, 1970-71, 1971-72, 1972-73, 1973-74
- Coppa di Israele: 7

Maccabi Tel Aviv: 1963-64, 1964-65, 1965-66, 1969-70, 1970-71, 1971-72, 1972-73

### Allenatore
- Campionato israeliano: 1

Maccabi Tel Aviv: 1974-75
- Coppa di Israele: 1

Maccabi Tel Aviv: 1974-75